# Малевези, Джастин
Джастин Малевези (англ. Justin Malewezi; 23 декабря 1944 — 17 апреля 2021) — малавийский государственный и политический деятель.

## Биография
Был женат на Фелисте Чизалеме, выпускнице колледжа Спелмана 1967 года, которая в течение многих лет работала учителем математики в средней школе Малави. Выйдя на пенсию, она присоединилась к Детскому фонду ООН (ЮНИСЕФ) до второго года пребывания Джастина Малевези на должности вице-президента. У пары было четверо детей, два сына и две дочери, а также восемь внуков. Один из сыновей — лондонский диджей и рэпер Кабанисо Малевези управляющий директор журнала Abstrakbeatz, продвигающего хип-хоп музыку. 
Джастин Малавези провел большую часть своей жизни в качестве активиста по вопросам ВИЧ и СПИДа. Являлся одним из редакторов книги «Бедность, СПИД и голод: выход из ловушки бедности в Малави», опубликованной в 2006 году. По данным «Жэньминь жибао», Джастин Малевези также работал над детской книгой «Кузнечики на Луне» и сборником эссе под рабочим названием «Исповедь главного секретаря», в котором он описал свою жизнь в качестве государственного служащего при правлении президента Хастингса Банды.
Был членом Национального собрания от Северного Нтчиси в центральном регионе Малави. Был вице-президентом Малави с 1994 по 2003 год. В 2004 году вышел из Объединённого демократического фронта и затем представлял Народное прогрессивное движение на всеобщих выборах 2004 года, на которых он получил 2,5 % от общего числа голосов по стране.
Скончался 17 апреля 2021 года в возрасте 77 лет.